# SCh-68
 (avril 2020).
Si vous disposez d'ouvrages ou d'articles de référence ou si vous connaissez des sites web de qualité traitant du thème abordé ici, merci de compléter l'article en donnant les références utiles à sa vérifiabilité et en les liant à la section « Notes et références ».

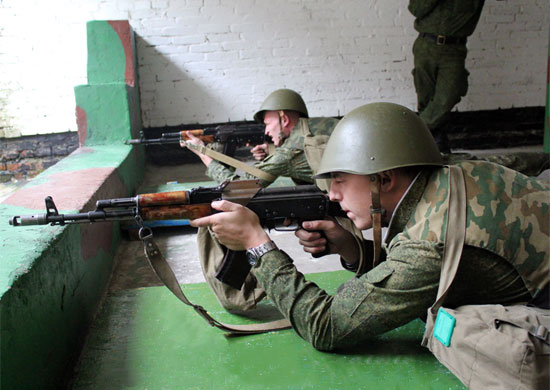
Soldats tirant à l'AKS-74, ils portent tous des SCh-68.

Le SCh-68 (en russe : стальной шлем образца 1968 года ; Stalnoï Chlem, ou casque en acier, modèle 1968) est un casque de combat soviétique créé par l'Institut des Matériaux en 1968. Il est le successeur direct de la série de casques SCh-40/SCh-60. Ces casques seront utilisés en même temps dans l'Armée rouge et dans les armées du Pacte de Varsovie.
Ce casque est une évolution du SCh-60, il en reprend la coiffe à quatre pattes en similicuir, mais il est plus plat que son prédécesseur. Tout comme le SCh-40 il est décliné en 3 tailles :  P1 (petit-moyen), P2 (grand) et P3 (extra-large). Mais il a perdu la livrée vert kaki présente sur le SCh-60, qui était devenue obsolète ; seule la livrée « nitrokaska » (vert olive foncé) demeure. L'autre évolution principale par rapport au SCh-40 est l'utilisation d'un acier spécial pour le casque (acier-15) ce qui le rend bien plus résistant, mais aussi plus lourd.